# 외암초등학교
외암초등학교는 대한민국 경상남도 함안군에 있는 공립 초등학교이다.

## 학교 연혁
- 1939년 3월 17일 여항공립심상소학교 외암분교장
- 1941년 4월 1일 여항제2공립국민학교 개교
- 1950년 4월 28일 외암국민학교로 개칭
- 1996년 3월 1일 외암초등학교로 개칭

## 참고 자료
- 외암초등학교 - 한국교육학술정보원 학교알리미